# 回廊 (アルバム)
『回廊』（かいろう）は、山田タマルのメジャー1枚目のミニアルバム。2006年12月6日にBMG JAPANよりリリースされた。

## 解説
シングル曲として発表した「My Brand New Eden」「秘密の静寂」等全7曲を収録したメジャー初のミニアルバム。アルバムのリードトラックとなった「各駅停車の恋」は牧鉄馬の監督・演出によるミュージック・ビデオも制作された。本人曰く「ギャラリー（回廊）をまわるように、収録された7曲それぞれの景色に立ち寄ってもらいたい」というコンセプトをもとに制作された一種のコンセプト・アルバムとなっている。コンセプト通り、収録曲もポップスをベースとしながらも、ロックやカントリー、ピアノサウンドから打ち込みを多用したエレクトロなものまで、幅広いジャンルの楽曲が収録されている。

## 収録曲
1. My Brand New Eden
2. IRONY
  - アクセサリーショップ『PePe』Xmas 2006 CMソング（北海道地区限定）
3. 各駅停車の恋
4. ハイヒールの丘
5. 手
  - 日活配給映画『ユメ十夜』主題歌
6. さよならドミノ
7. 秘密の静寂